# フライデーズキングTake2
FRIDAY’S KING Take2 ～遊びの王様～ は、1997年10月から2001年3月まで TOKYO-FM 毎週金曜日18:00～19:00 渋谷スペイン坂スタジオより公開生放送していたラジオ番組。

## 出演者
- パーソナリティー： Take2（深沢邦之・東貴博）
- アシスタント：内山理名（1999年7月2日から）

## 主なコーナー
- 「理名のドキドキポエム」
- 「東のときどきポエム ・ずまポエ」
- 「WOW WOWイブニングシアター」

などがあった。
| スタブアイコン | サブスタブ | この項目は、まだ閲覧者の調べものの参照としては役立たない、ラジオ番組に関連した書きかけの項目です。この項目を加筆・訂正などしてくださる協力者を求めています（P:ラジオ/PJ:放送番組）。 |